# Gloria Milland
Pour les articles homonymes, voir Milland.
 (juin 2025).
Si vous disposez d'ouvrages ou d'articles de référence ou si vous connaissez des sites web de qualité traitant du thème abordé ici, merci de compléter l'article en donnant les références utiles à sa vérifiabilité et en les liant à la section « Notes et références ».
Gloria Milland, née Mara Fiè le 11 octobre 1940 à Cagliari sur l'île de la Sardaigne en Italie, est une actrice italienne.

## Biographie
Elle entre dans le monde du cinéma sous son nom de naissance, avant d'opter pour un pseudonyme à consonance américaine au début des années 1960, comme il était courant de le faire à cette époque.
C'est le réalisateur Giorgio Simonelli qui lui offre son premier rôle en 1958 dans la comédie Fantasmi e ladri. Elle joue de nombreux rôles secondaires dans des comédies à l'italienne, des péplums et des westerns spaghettis, avant de se retirer à la fin des années 1960.

## Filmographie

### Comme actrice

#### Au cinéma
- 1958 : Fantasmi e ladri de Giorgio Simonelli
- 1959 : I ragazzi del juke-box de Lucio Fulci
- 1960 : Il Mio amico Jekyll (it) de Marino Girolami
- 1960 : Les Conquérants de la vallée sauvage (La strada dei giganti) de Guido Malatesta
- 1960 : Rapina al quartiere Ovest de Filippo Walter Ratti
- 1960 : Ferragosto in bikini (en) de Marino Girolami
- 1961 : Goliath contre les géants (Goliath contro i giganti) de Guido Malatesta
- 1961 : Bellezze sulla spiaggia de Romolo Guerrieri
- 1961 : Le Magnifiche sette (it) de Marino Girolami
- 1961 : Scandali al mare de Marino Girolami
- 1962 : Furie des S.S. (Dieci italiani per un tedesco (Via Rasella)) de Filippo Walter Ratti
- 1962 : La Flèche d'or (La freccia d'oro) d'Antonio Margheriti
- 1962 : Twist, lolite e vitelloni (it) de Marino Girolami
- 1962 : L'Ira di Achille de Marino Girolami
- 1963 : Il duca nero de Pino Mercanti
- 1963 : Ursus gladiatore ribelle de Domenico Paolella
- 1963 : Les Trois Épées de Zorro (Le tre spade di Zorro) de Ricardo Blasco
- 1963 : Les Trois Implacables (El Sabor de la venganza) de Joaquín Luis Romero Marchent
- 1963 : La Revanche de d'Artagnan (D'Artagnan contro i tre moschettieri) de Fulvio Tului
- 1963 : Goliath et l'Hercule noir (Goliath e la schiava ribelle) de Mario Caiano
- 1964 : Sept du Texas (Antes llega la muerte) de Joaquín Luis Romero Marchent : Maria
- 1964 : Les Possédées du démon (Delitto allo specchio) de Jean Josipovici et Ambrogio Molteni
- 1965 : Sept Heures de feu (Aventuras del Oeste) de Joaquín Luis Romero Marchent
- 1964 : Le Trésor des tsars (Maciste alla corte dello zar) de Tanio Boccia
- 1964 : L'Enfer de Gengis Khan (Maciste nell'inferno di Gengis Khan) de Domenico Paolella
- 1965 : Il gladiatore che sfidò l'impero de Domenico Paolella
- 1965 : Dans les mains du pistolero (Il destino di un pistolero) de Rafael Romero Marchent
- 1965 : L'uomo dalla pistola d'oro d'Alfonso Balcázar
- 1966 : Gringo, jette ton fusil (El aventurero de Guaynas) de Joaquín Luis Romero Marchent : Jovita
- 1967 : Aquí mando yo de Rafael Romero Marchent
- 1967 : L'homme qui a tué Billy le Kid (El hombre que mató a Billy el Niño) de Julio Buchs
- 1967 : Haine pour haine (Odio per odio) de Domenico Paolella
- 1967 : Un homme, un colt (Un hombre y un colt) de Tulio Demicheli